# Mont-la-Ville
Mont-la-Ville är en ort och kommun i distriktet Morges i kantonen Vaud, Schweiz. Kommunen har 495 invånare (2023).